# Psyllaephagus porus
Psyllaephagus porus är en stekelart som först beskrevs av Trjapitzin 1967.  Psyllaephagus porus ingår i släktet Psyllaephagus och familjen sköldlussteklar. Inga underarter finns listade i Catalogue of Life.